# Cueva de la Mora

Situació del terme municipal d'Almonaster la Real

Cueva de la Mora és un poblament miner situat al terme municipal d'Almonaster la Real, a la Província de Huelva, Andalusia, Espanya. Es troba al sud del nucli principal, a uns 30 km de distància.
La distribució dels habitatges segueix la típica disposició utilitzada antigament en les colònies mineres. Al seu voltant s'hi troben importants restes arqueològiques com Becerros i Monte Romero entre d'altres. Això ens dona una idea de l'antiguitat de la zona i la seva vinculació des de fa temps amb l'extracció de minerals.